# Atelomycterus baliensis
Atelomycterus baliensis е вид пилозъба акула от семейство Scyliorhinidae. Видът е уязвим и сериозно застрашен от изчезване.

## Разпространение
Разпространен е в Индонезия (Бали).

## Описание
На дължина достигат до 47,4 cm.